# Shelley Duvall
Shelley Alexis Duvall (n. 7 iulie 1949, Fort Worth, Texas, SUA – d. 11 iulie 2024, Blanco⁠(d), Texas, SUA) a fost o actriță americană de film, televiziune și voce.

## Legături externe
- Shelley Duvall la Internet Movie Database
- Materiale media legate de Shelley Duvall la Wikimedia Commons